# Taça de Portugal 1959/60
Die Taça de Portugal 1959/60 war die 20. Austragung des portugiesischen Pokalwettbewerbs. Er wurde vom portugiesischen Fußballverband ausgetragen. Das Finale fand am 3. Juli 1960 im Estádio Nacional von Oeiras statt. Pokalsieger wurde der Belenenses Lissabon, der sich im Finale gegen Sporting Lissabon durchsetzte.
Bis zum Halbfinale wurden alle Begegnungen in Hin- und Rückspiel ausgetragen. Bei Gleichstand in den beiden Spielen gab es ein Entscheidungsspiel.

## Teilnehmende Teams
| Primeira Divisão (14) | Segunda Divisão (28) | Distrikte (2)                                                 |
| --- | --- | ------------------------------------------------------------- |
| - Académica de Coimbra - Atlético CP - Belenenses Lissabon - Benfica Lissabon - Sporting Braga - Boavista Porto - SC Covilhã - GD da CUF Barreiro - Leixões SC - Lusitano GC Évora - FC Porto - Sporting Lissabon - Vitória Guimarães - Vitória Setúbal | - Académico de Viseu FC - Almada AC - CD Arroios - FC Barreirense - CD Beja - SC Beira-Mar - Caldas SC - GD Chaves - SC Espinho - GD Estoril Praia - SC Farense - Juventude Évora - Lusitano VRSA - AC Marinhense - CD Montijo - SC Olhanense - SL Olivais - UD Oliveirense - Clube Oriental de Lisboa - GD Peniche - Portimonense SC - SC Salgueiros - AD Sanjoanense - FC Serpa - SC União Torreense - União de Coimbra - SC Vianense - SC Vila Real | - SC Angrense (Azoren) - Clube Naciona de Benguela (Mosambik) |

## 1. Runde
Die Hinspiele fanden am 29. November 1959 statt, die Rückspiele am 27. Dezember 1959.
|                       | Gesamt |                          | Hinspiel | Rückspiel |
| --------------------- | ------ | ------------------------ | -------- | --------- |
| FC Barreirense        | 4:3    | SC União Torreense       | 3:2      | 1:1       |
| Leixões SC            | 1:5    | Sporting Lissabon        | 1:3      | 0:2       |
| Lusitano GC Évora     | 16:30  | CD Arroios               | 9:3      | 7:0       |
| GD Estoril Praia      | 3:4    | SC Vianense              | 2:1      | 1:3       |
| Lusitano VRSA         | 0:7    | SC Espinho               | 0:0      | 0:7       |
| GD da CUF Barreiro    | 1:4    | Vitória Setúbal          | 0:2      | 1:2       |
| Almada AC             | 4:4    | GD Chaves                | 3:1      | 1:3       |
| Atlético CP           | 2:6    | Belenenses Lissabon      | 2:3      | 0:3       |
| CD Beja               | 01:13  | Benfica Lissabon         | 0:8      | 1:5       |
| UD Oliveirense        | 4:2    | Caldas SC                | 2:0      | 2:2       |
| SC Salgueiros         | 5:2    | AC Marinhense            | 5:0      | 0:2       |
| SL Olivais            | 3:5    | Clube Oriental de Lisboa | 3:1      | 0:4       |
| Sporting Braga        | 11:30  | Juventude Évora          | 5:1      | 6:2       |
| SC Covilhã            | 3:2    | União de Coimbra         | 1:0      | 2:2       |
| FC Serpa              | 1:6    | SC Vila Real             | 0:2      | 1:4       |
| Portimonense SC       | 4:3    | Boavista Porto           | 3:0      | 1:3       |
| AD Sanjoanense        | 2:1    | CD Montijo               | 2:1      | 0:0       |
| SC Beira-Mar          | 01:10  | FC Porto                 | 0:1      | 1:9       |
| SC Farense            | 5:4    | GD Peniche               | 3:1      | 2:3       |
| Académico de Viseu FC | 4:6    | Vitória Guimarães        | 3:0      | 1:6       |
| Académica de Coimbra  | 1:3    | SC Olhanense             | 1:0      | 0:3       |

### Entscheidungsspiel
|           | Ergebnis |           |
| --------- | -------- | --------- |
| Almada AC | 0:3      | GD Chaves |

## 2. Runde
Die Hinspiele fanden am 31. Januar 1960 statt, die Rückspiele am 1. März 1960.
Freilos: SC Farense
|                          | Gesamt |                     | Hinspiel | Rückspiel |
| ------------------------ | ------ | ------------------- | -------- | --------- |
| SC Salgueiros            | 3:4    | GD Chaves           | 2:0      | 1:4       |
| Clube Oriental de Lisboa | 01:11  | FC Porto            | 0:2      | 1:9       |
| UD Oliveirense           | 2:8    | Benfica Lissabon    | 2:3      | 0:5       |
| Lusitano GC Évora        | 2:7    | Belenenses Lissabon | 1:4      | 1:3       |
| Portimonense SC          | 1:3    | SC Vianense         | 1:1      | 0:2       |
| Sporting Braga           | 4:1    | SC Vila Real        | 3:0      | 1:1       |
| Vitória Setúbal          | 5:5    | SC Covilhã          | 2:2      | 3:3       |
| Vitória Guimarães        | 8:1    | AD Sanjoanense      | 5:1      | 3:0       |
| Sporting Lissabon        | 9:2    | Almada AC           | 2:0      | 7:2       |
| FC Barreirense           | 2:0    | SC Olhanense        | 2:0      | 0:0       |

### Entscheidungsspiel
|                 | Ergebnis |            |
| --------------- | -------- | ---------- |
| Vitória Setúbal | 1:5      | SC Covilhã |

## Achtelfinale
Die Hinspiele fanden am 27. März 1960 statt, die Rückspiele am 24. April 1960.
Freilos: Vitória Guimarães
|                   | Gesamt |                     | Hinspiel | Rückspiel |
| ----------------- | ------ | ------------------- | -------- | --------- |
| SC Covilhã        | 1:6    | FC Porto            | 1:1      | 0:5       |
| Sporting Lissabon | 9:4    | SC Farense          | 6:0      | 3:4       |
| SC Vianense       | 1:8    | Benfica Lissabon    | 1:2      | 0:6       |
| Sporting Braga    | 0:2    | Belenenses Lissabon | 0:0      | 0:1       |
| GD Chaves         | 1:1    | FC Barreirense      | 1:1      | 0:0       |

### Entscheidungsspiel
|           | Ergebnis |                |
| --------- | -------- | -------------- |
| GD Chaves | 1:3      | FC Barreirense |

## Viertelfinale
Die Teams von Mosambik und den Azoren stiegen in dieser Runde ein. Die Hinspiele fanden am 5. und 6. Juni 1960 statt, die Rückspiele am 12. Juni 1960.
|                     | Gesamt |                           | Hinspiel | Rückspiel |
| ------------------- | ------ | ------------------------- | -------- | --------- |
| SC Angrense         | 00:12  | Benfica Lissabon          | 0:2      | 00:10     |
| FC Barreirense      | 0:4    | FC Porto                  | 0:0      | 0:4       |
| Sporting Lissabon   | 5:2    | Vitória Guimarães         | 4:0      | 1:2       |
| Belenenses Lissabon | 9:0    | Clube Naciona de Benguela | 6:0      | 3:0       |

## Halbfinale
Die Hinspiele fanden am 19. Juni 1960 statt, die Rückspiele am 25. und 26. Juni 1960.
|                   | Gesamt |                     | Hinspiel | Rückspiel |
| ----------------- | ------ | ------------------- | -------- | --------- |
| Sporting Lissabon | 3:0    | Benfica Lissabon    | 3:0      | 0:0       |
| FC Porto          | 2:3    | Belenenses Lissabon | 1:3      | 1:0       |

## Finale
| Paarung             | Belenenses Lissabon – Sporting Lissabon |
| Ergebnis            | 2:1 (1:1) |
| Datum               | 3. Juli 1960 |
| Stadion             | Estádio Nacional, Oeiras |
| Schiedsrichter      | Clemente Henriques |
| Tore                | 0:1 Diego Arizaga (18.) 1:1 António Carvalho (32.) 2:1 Matateu (62.) |
| Belenenses Lissabon | José Pereira – Raul Moreira, João Rosendo – Vicente Lucas, Manuel Castro, Francisco Pires – António Carvalho, Estevão Mansidão, António Fernandes, Matateu, Tonho Cheftrainer: Otto Glória ( Brasilien)              |
| Sporting Lissabon   | Octávio de Sá – Hilário da Conceição , Mário Lino, Lúcio Soares – David Júlio, Fernando Mendes – Diego Arizaga, Vadinho, Juan Seminario, Hugo Sarmento, Faustinho Pinto Cheftrainer: Alfredo González ( Argentinien) |